# 上維耶斯卡

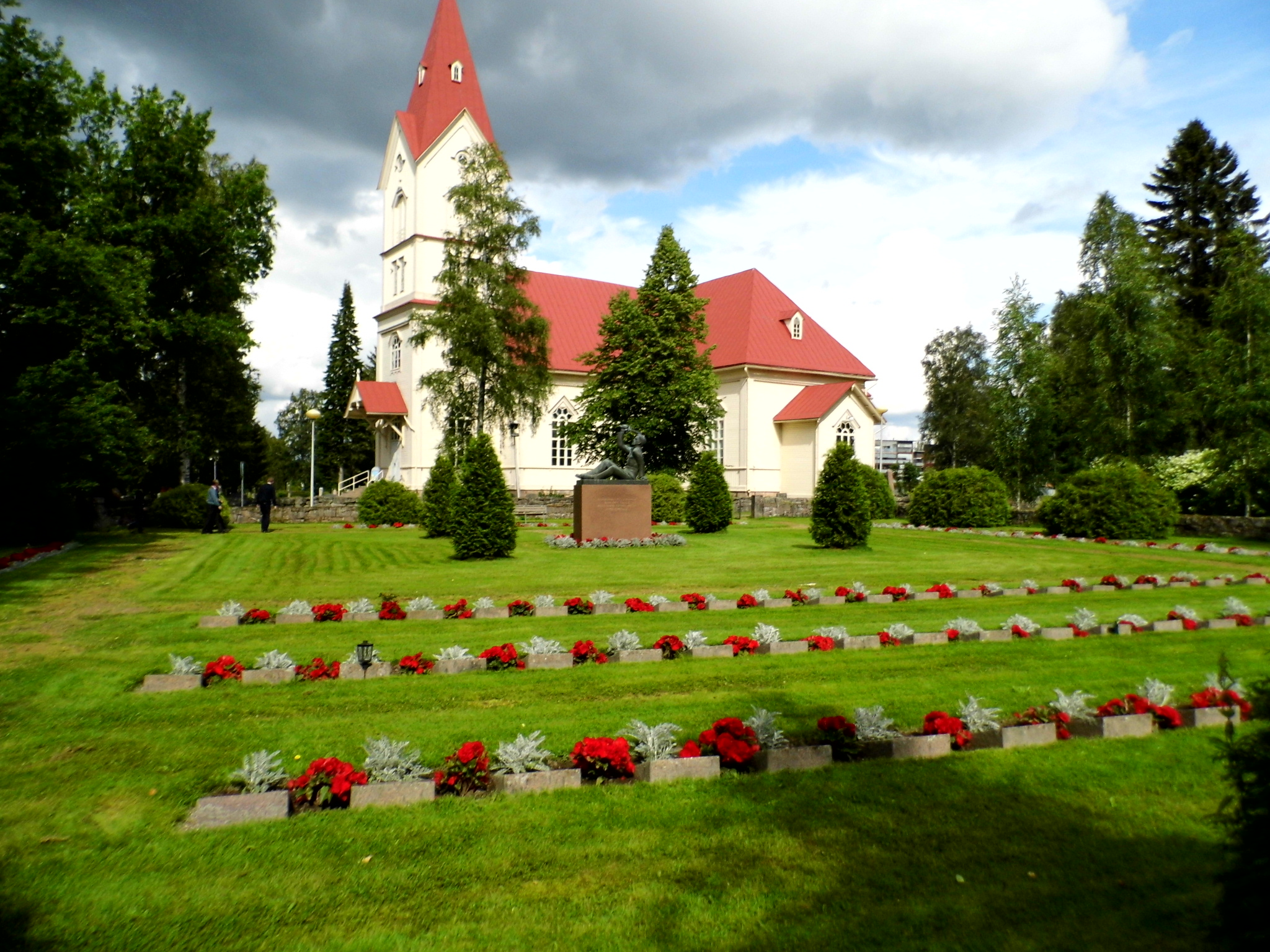
上維耶斯卡教堂

上維耶斯卡（芬蘭語：Ylivieska）是芬蘭北博滕區的城市，位於該國西部，距離奧盧130公里，面積573.12平方公里，2012年人口14,307，其中約99%居民的母語是芬蘭語。

## 外部連結
- 上維耶斯卡市官方网站（页面存档备份，存于） （文） （英文）